# The Woodlands
The Woodlands statisztikai település az USA Texas államában, Montgomery és Harris megyében. Lakosainak száma 114 436 fő (2020. április 1.).

## Népesség
A település népességének változása:
| Lakosok száma | 93 847 | 109 679 | 114 436 |
|               | 2010   | 2015    | 2020    |